# Batalha de Mossul (2004)
A Batalha de Mossul foi uma batalha travada em 2004, durante a Guerra do Iraque, pelo controle da capital da província de Ninawa, no norte do Iraque, que ocorreu simultaneamente com os combates em Faluja.
Durante a invasão em 2003, os estadunidenses fizeram uma paz civil com as tribos sunitas locais. No entanto, as forças estadunidenses se aliariam quase que exclusivamente com os curdos e os Estados Unidos passariam a serem vistos como outro aliado tribal dos curdos, tornando inevitável o conflito entre os árabes sunitas e os curdos.